# اشتراکی (فیلم ۲۰۰۸)
اشتراکی (انگلیسی: The Collective) فیلمی در ژانر ترسناک به کارگردانی کلی اورتون است که در سال ۲۰۰۸ منتشر شد. از بازیگران آن می‌توان به لورا آلن اشاره کرد.